# Sommerstürme
Sommerstürme (Originaltitel Summer Storm) ist ein US-amerikanischer Spielfilm aus dem Jahre 1944 von Douglas Sirk mit George Sanders und Linda Darnell in den Hauptrollen. Der Geschichte liegt der Roman Ein Drama auf der Jagd (1884) von Anton Tschechow zugrunde.

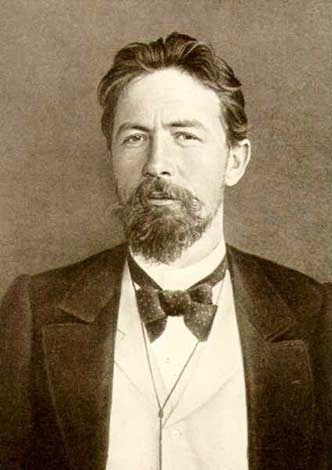
Autor der literarischen Vorlage: Anton Tschechow

## Handlung
Nach der Oktoberrevolution in Russland besucht Graf Wolsky Nadena Kalenin, die Lektorin eines Buchverlages. Er hat das Manuskript für ein Buch im Gepäck, das einst von seinem Freund, dem Richter Fjodor Petrow, geschrieben wurde, dem früheren Verlobten Nadenas. Die Lektorin nimmt sich das Manuskript vor und liest es. Die Zeilen führen sie zurück in die vorrevolutionären Jahre und sind zugleich eine Reise in ihre eigene ebenso amouröse wie schmerzliche Vergangenheit. Zu dieser Zeit, im Jahre 1912, waren sie und Fjodor miteinander verlobt. Doch eines Tages löste Nadena die Verlobung mit dem attraktiven Juristen, nachdem er sich auf das feurige, temperamentvolle und leidenschaftliche Landmädchen Olga eingelassen hatte. Olga ist die Tochter eines Holzfällers, arbeitet auf dem Landsitz des Grafen Wolsky und verdreht regelmäßig den Männern die Köpfe. Olga will unbedingt finanzielle Sicherheit und sozialen Aufstieg. Nur aus diesem Grund heiratet sie eines Tages (mit sehr wenig Begeisterung) den sehr viel älteren und unscheinbaren Anton Urbenin, der als Gutsverwalter des Grafen angestellt ist. Sie empfindet nichts für den Alten, fühlt sich jedoch sehr zu Richter Petrow hingezogen. 
Selbst an ihrem Hochzeitstag umgarnt sie diesen Mann, der sozialen und gesellschaftlichen Aufstieg verheißt, und küsst ihn leidenschaftlich. Dabei werden die beiden von Nadena beobachtet, die an Fjodors Verhalten erkennen muss, dass ihr Verlobter ganz offensichtlich Olgas Gefühle erwidert. Daraufhin gibt die tief verletzte Nadena ihren Fjodor für Olga frei. Olga will von allem fort – dem armseligen Leben in Russland, der Tristesse ihres Lebens und dem ungeliebten Gatten – und versucht den nunmehr ungebundenen Petrow davon zu überzeugen, mit ihr nach Amerika auszuwandern. Doch Fjodor Petrow, ein Mann moralischer Prinzipien, zögert; fühlt er doch eigene Schuld bezüglich seiner Ex-Verlobten Nadena und Olgas Ehemann Urbenin. Angesichts seiner Unschlüssigkeit beginnt Olga nunmehr auch eine Affäre mit ihrem Dienstherrn Graf Wolsky, dessen Ehefrau sie nach einer eventuellen Scheidung von Urbenin zu werden verspricht. Als Fjodor davon erfährt, wird er rasend eifersüchtig. Olga macht ihm daraufhin klar, dass eine Ehe mit Wolsky nichts an beider Gefühlsarrangement ändern müsse. Auch als Ehefrau und Gräfin Wolsky könnten sie und Fjodor ihre Liaison fortführen.
Über dieses unmoralische Angebot gerät der Richter derart in Rage, dass er Hand an Olga legt. Im Augenblick ihres Sterbens versichert Olga Fjodor, dass sie ihn noch immer liebt und ihm seine Bluttat vergibt. Als sie dahinscheidet, hat sie dieselbe blitzartige Erscheinung wie einst ihre Mutter bei deren Tode. Olgas Witwer Urbenin wird daraufhin verhaftet und angeklagt, seine Gattin ermordet zu haben. Das Gericht verurteilt den unschuldigen, alten Mann daraufhin zu Sklavenarbeit in Sibirien. 
Wieder zurück in der Gegenwart: Nadena ist schockiert von dem, was sie soeben gelesen hat, und nimmt sich vor, die Polizei darüber zu informieren, denn immerhin läuft der wahre Mörder Fjodor noch frei herum, und Urbenin schuftet im fernen Sibirien. Als Fjodor erfährt, dass Wolsky seiner Ex-Verlobten sein Manuskript zu lesen gab, eilt er sofort in ihr Büro. Hier trifft er auf Nadena, die ihm erklärt, dass sie es nicht übers Herz bringe, ihn anzuzeigen. Gerade weil sie noch Gefühle für ihn, Fjodor, hege, erwarte sie, dass er sich selbst anzeige. In einem späten Anfall von Moral verschickt Fjodor schließlich sein eigenes Manuskript an die Staatsanwaltschaft. Doch kurz darauf besinnt er sich eines anderen und greift den Postboten an, um ihm die Sendung wieder zu entreißen. Der wehrt sich heftig, und jemand ruft die Polizei. Als diese anrückt, wird Fjodor Petrow wie ein tollwütiger Hund niedergeschossen. Im Sterben liegend, sieht er auch er, wie schon Olga, eine blitzgleiche „himmlische Elektrizität“.

## Produktionsnotizen, Veröffentlichung
Die Dreharbeiten zogen sich von Dezember 1943 bis Februar 1944 hin. Die Uraufführung von Sommerstürme erfolgte am 14. Juli 1944. Dieser Film feierte seine deutsche Erstaufführung erst infolge der Wiederentdeckung Siercks/Sirks für Deutschland, als die ARD mehrere in Vergessenheit geratene Filme des Starregisseurs im Rahmen einer kleinen Reihe am 30. Mai 1980 zeigte.
Regisseur Sierck/Sirk wollte unbedingt Eugen Schüfftan als Kameramann für seine Inszenierung, doch bekam dieser keine Arbeitserlaubnis für die USA, da die dortige Kameraleutevereinigung A.S.C. ihm die Mitgliedschaft verweigerte. Daher musste der amerikanische B-Film-Fotograf Archie Stout namentlich herhalten, während Schüfftan de facto die künstlerischen Aspekte der Fotografie alleinverantwortlich gestaltete, und zeichnete damit auch als technischer Leiter dieser Produktion verantwortlich.
Rudolf S. Joseph übernahm die Produktionsleitung. Rudi Feld gestaltete die Filmbauten, Emile Kuri die Ausstattung. Max Pretzfelder entwarf mit Lou Anthony die Kostüme.
Komponist Karl Hajos, der auch die musikalische Leitung innehatte, erhielt für seine Komposition eine Oscar-Nominierung.
Der Film spielte bis Januar 1945 über 550.000 $ ein, prognostiziert wurden zu diesem Zeitpunkt für Nordamerika finale Einnahmen von rund 1,25 Millionen $.

## Wissenswertes
Es handelt sich hierbei um Sirks zweite Regiearbeit in Hollywood. Er verlegte den Haupthandlungsstrang dieser Geschichte in die Endphase des zaristischen Russlands. Sirk wollte diesen Film bereits in den 1930er Jahren für die UFA in Berlin verfilmen, bekam aber erst 1943 von dem gleichfalls nach Hollywood geflohenen deutsch-jüdischen Produzenten Seymour Nebenzahl, für den er im Jahr zuvor bereits den antinazistischen Propagandafilm Hitler’s Madman inszeniert hatte, die Gelegenheit dazu. Sirk selbst bezeichnete Sommerstürme als einen seiner besten Filme.
Linda Darnell, bis dahin zumeist auf Rollen von Typus „Unschuld vom Lande“ abonniert, durfte hier erstmals eine Femme fatale verkörpern. Damit hatte sie einigen Erfolg und wurde dadurch auch in Zukunft mit ähnlich gelagerten Filmrollen bedacht.

## Kritiken
In der New York Times war am 23. Oktober 1944 zu lesen: „Obwohl im Wesentlichen ein Konversationsstück ... gleicht der Film seinen stürmischen Titel durch fachkundige Charakterisierung, straffe und bissige Dialoge und eine generell glatte Regie aus. Nur aufgrund seiner allzu akribischen Fokussierung auf Stimmungen und Charakterbeschreibung hängt der Film gelegentlich durch und verliert an Tempo.“
Starkritiker James Agee rühmte die lobenswerte Absicht des Films, künstlerisch zu wirken, befand aber, Sommerstürme besitze zumeist den „trügerischen Schein eines illustrierten Drogeriemarkt-Klassikers“.
Der Movie & Video Guide konstatierte: „Darnell hat eine ihrer besten Rollen als wunderschöne Frau, die über alle, die mit ihr zu tun haben, Tragödien verbreitet, einschließlich ihrer selbst“.
Halliwell’s Film Guide urteilte noch kritischer: „Eine von Hollywoods gelegentlichen Verirrungen, der Versuch, etwas sehr Europäisches in typischer Westküsten-Manier umzusetzen“, und schlussfolgerte: „Ein interessanter Fehlschlag“.
Im Lexikon des Internationalen Films heißt es: „Gefühlsträchtiges Melodram um die Liebe eines armen, aber schönen Bauernmädchens zu zwei höhergestellten Herren im zaristischen Rußland. Einer von ihnen bringt das Mädchen aus Eifersucht um, verbüßt seine durch Zufall entdeckte Tat aber erst nach der Revolution. (…) Aus heutiger Sicht wirkt die Pappmaché-Darstellung der Oktober-Revolution nicht mehr ernstzunehmend.“